# Nemali
Nemali,  est un village du district NTR dans l'État d'Andhra Pradesh en Inde. 
Selon le recensement de l'Inde de 2011, la localité compte une population de 2 867 habitants.